# Dilar lineolatus
Dilar lineolatus är en insektsart som beskrevs av Navás 1909. Dilar lineolatus ingår i släktet Dilar och familjen Dilaridae. Inga underarter finns listade i Catalogue of Life.